# Simon Richter
Simon Richter (født 16. januar 1985) er en dansk fodboldspiller, der spiller som forsvarsspiller for Brønshøj Boldklub. 
Han er tvillingebror til den tidligere fodboldspiller Jonathan Richter.

## Klubkarriere
Ved årsskiftet 2009-2010 ophævede FC Nordsjælland hans kontrakt med henvisning til en klausul. Spillerforeningen har udtalt, at klausulen er i strid med DBU's regler.
Den 11. januar 2010 blev det meddelt, at han skulle til prøvetræning i AB.
Den 15. juli 2011 skiftede han til HB Køge, der var nyoprykket i Superligaen. Her skrev han under på en etårig aftale. Han skulle ved siden af fodbolden uddanne sig til skolelærer.
I efteråret 2014 skrev Richter under på en kontrakt med FC Roskilde. Det blev i starten af juni 2016 offentliggjort, at Richter forlod FC Roskilde.
I sommeren 2018 skiftede Simon Richter på en et-årig kontrakt til Brønshøj Boldklub. Han fik sin officielle debut for Brønshøj Boldklub i 2. division den 4. august 2018, da han startede inde og spillede alle 90 minutter i en 0-4-sejr over B93. Han scorede ligeledes sit første mål for klubben, da han scorede kampens fjerde og sidste mål i det 63. minut på assist af Mads Rønne.

## Landsholdskarriere
Da Richters far er fra Gambia, havde Richter mulighed for at repræsentere Gambia. Dette lod sig ske i en alder af 32 år, da han var blevet udtaget til dette landshold. Oprindeligt skulle han have rejst til Gambia for at møde sine holdkammarater der den 20. marts 2017, men grundet en flyttet kamp mod Hobro IK tilsluttede Richter sig i stedet truppen i Marokko den 22. marts.
Han fik sin uofficielle debut den 27. marts 2017, da han blev skiftet ind i det 81. minut i en 2-1-sejr over Den Centralafrikanske Republik spillet på Marokkos nationalstadion i Rabat, hvilket samtidig var Gambias første sejr i tre år.
26. august 2018 er Simon Richter igen udtaget til Gambias landshold. 